# 平木橋 (兵庫県)
平木橋（ひらきばし）は、兵庫県加古川市にある水路橋。平木水路橋とも呼ばれる。
土木学会による「近代土木遺産2800選」に選出されている。

## 概要
アーチ部には御影石、その他の部分には赤煉瓦が用いられた、白と赤の対比が美しい組積造の1連アーチ橋である。山田川疎水事業の一環として農業用水の送水用に建設され1915年（大正4年）に完成したが、貯水池である平木池が機能しなかったため実際に利用されたのは数年間のみであった。
1949年（昭和24年）頃には橋も放置され、その後は忘れられた存在となっていたが、2000年代に入り土木学会の調査で、水不足に取り組んできた歴史的背景や建築物としての美しさ、煉瓦と石を組み合わせたアーチ橋は稀であることなどから再び脚光を浴びることとなり、2001年（平成13年）には「Bランク」（都道府県の重要文化財クラス）との評価を受けた。
東播磨南北道路の建設予定地内に位置することから保存の声が高まり現地での保存も検討されたが、西に1kmほどにある前の池と呼ばれるため池へ移設保存されることとなった。解体・移設工事は2008年（平成20年）3月27日に着工され、2009年（平成21年）3月25日に移設を完了した。2010年（平成22年）1月29日には土木学会選奨土木遺産に選定され、同年3月5日には、加古川市指定文化財に指定された。

## 諸元
- 所在地：兵庫県加古川市野口町水足247
- 形式：1連レンガ・石造アーチ橋
- 橋長：27.1m
- 径間（アーチの幅）：16.2m
- 拱矢（アーチの高さ）：3m
- 幅員：1.2m
- 竣工：1915年（大正4年）